# الكأس الممتاز الليبي 2000
بطولة الكأس الممتاز الليبي 2000 هي النسخة الرابعة من بطولة الكأس الممتاز الليبي، والنسخة الثالثة من البطولة التي تقام بنظام المباراة الواحدة، وقد فاز الأهلي طرابلس فيها بأول كأسٍ له. كان من المفترض أن تُقام هذه البطولة بين الأهلي طرابلس بطل الدوري الليبي الممتاز [الإنجليزية] وكأس الفاتح والسويحلي وصيف الكأس، على ملعب 11 يونيو في يوم 31 ديسمبر 2000، لكن عدم حضور السويحلي، أدى إلى منح اللقب للأهلي واحتساب فوزه 2–0.